# Jeff Noon

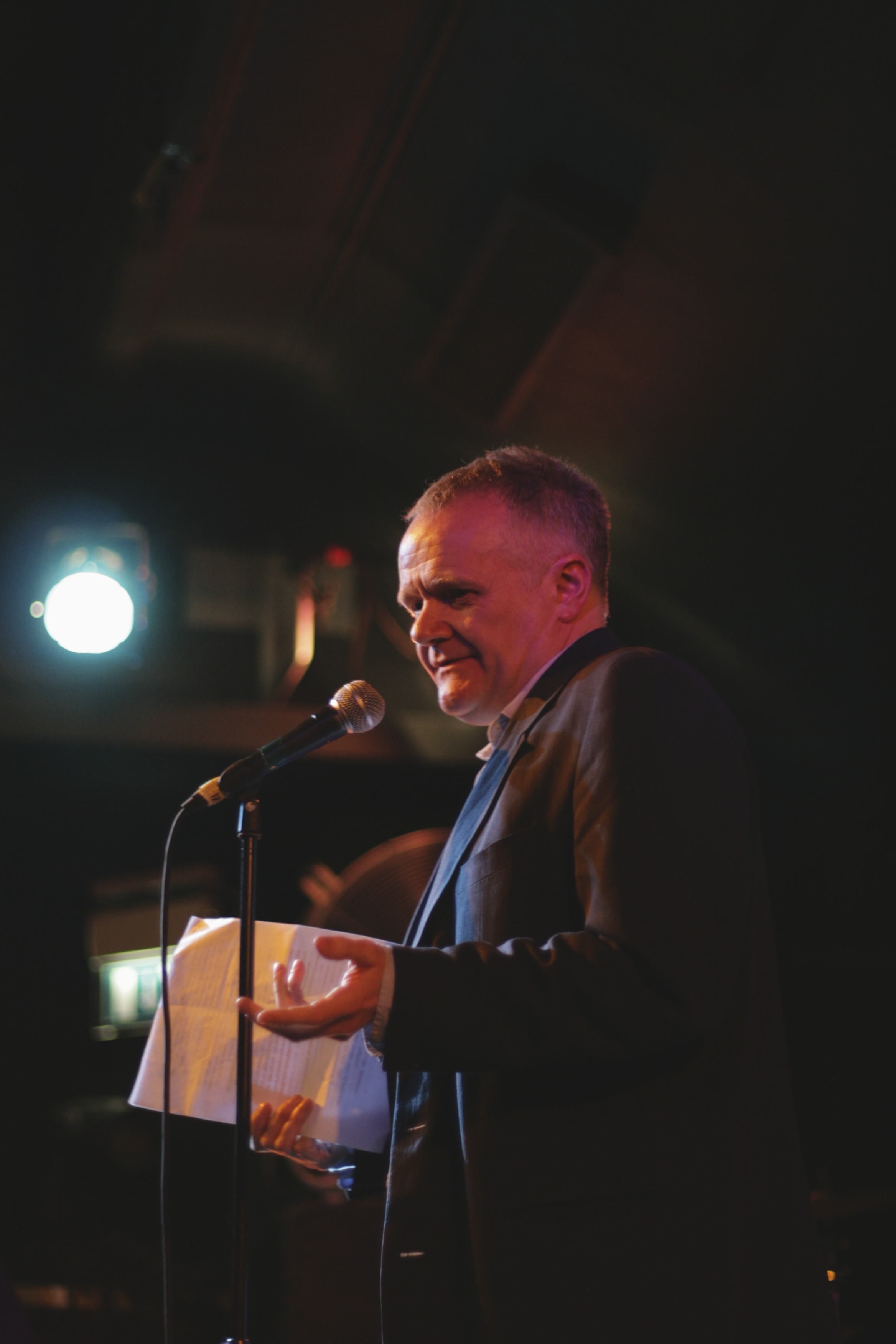
Jeff Noon

Jeff Noon (* 1957 in Droylsden, England) ist ein britischer Schriftsteller, Theaterautor, Maler und Musiker. Er ist vor allem für seine Science-Fiction-Romane bekannt.

## Leben
Jeff Noon arbeitete im Buchhandel, bevor er über Nacht als Verfasser des Romans Gelb (engl. Vurt) berühmt wurde, den die Kritik begeistert als das Uhrwerk Orange der neunziger Jahre feierte. Der Guardian bezeichnete ihn als "Figur mit größten Versprechungen in der britischen Science-Fiction", inzwischen sei er jedoch, "wenn nicht vergessen, so doch jemand, der nie die Anerkennung erfuhr, die unvermeidbar schien". Sein Roman Gelb wurde in fünfzehn Sprachen übersetzt. Noon betätigte sich als Maler, Musiker und Schriftsteller. Er initiierte mehrere Online-Kunstprojekte, unter anderem veröffentlichte er frühzeitig nur 140 Zeichen lange Mikro-Kurzgeschichten auf Twitter, die er als microspores bezeichnete. Jeff Noon lebt heute in Brighton.

## Werke

### Romane
- Vurt (dt. Gelb, ISBN 3-442-44449-7, ISBN 3-442-54007-0)
- Pollen (dt. Pollen, ISBN 3-442-44408-X, ISBN 3-442-54031-3)
- Automated Alice (dt. Alice im Automatenland, ISBN 3-442-54065-8)
- Nymphomation
- Needle in the Groove
- Falling Out Of Cars

### Theaterstücke
- Woundings
- Vurt - the theatre remix
- Alphabox
- Somewhere the Shadow
- The Modernists

### Sachbücher
- Cobralingus[3]

### Kurzgeschichten
- Remixing the Future (Dubchester Kiss)
- Ultra Kid and Catgirl
- Artificially Induced Dub Syndrome
- The Call of the Weird
- Tweedles
- The Shoppers
- Before it Disappears
- DJNA
- Blurbs
- Solace
- Latitude 52
- Homo Karaoke
- Oblivion Girls
- Blackley, Crumpsall, Harpurhey, Saturn

### Gesammelte Kurzgeschichten
- Pixel Juice (dt. Pixelsalat, ISBN 3-442-54118-2)

## Auszeichnungen
- 1994: Arthur C. Clarke Award[4]